# Октасеребротрикальций
Октасеребротрикальций — бинарное неорганическое соединение, интерметаллид
серебра и кальция
с формулой Ca3Ag8,
кристаллы.

## Получение
- Сплавление стехиометрических количеств чистых веществ[1]:

{\displaystyle {\mathsf {8Ag+3Ca\ {\xrightarrow {597^{o}C}}\ Ag_{8}Ca_{3}}}}

## Физические свойства
Октасеребротрикальций образует кристаллы
кубической сингонии, пространственная группа I m3m, параметры ячейки a = 0,981 нм, Z = 4
.
Соединение образуется в результате эвтектоидного превращения при температуре ниже 597 °C.